# Walter Pfeiffer
 (mai 2018).
Si vous disposez d'ouvrages ou d'articles de référence ou si vous connaissez des sites web de qualité traitant du thème abordé ici, merci de compléter l'article en donnant les références utiles à sa vérifiabilité et en les liant à la section « Notes et références ».
Walter Pfeiffer (né en 1946 à Beggingen) est un artiste et photographe suisse, longtemps une figure de l'underground gay, et désormais reconnu. Il vit et travaille à Zurich.

## Biographie
Après avoir suivi une formation de décorateur au magasin d'ameublement zurichois EPA de 1962 à 1966, il a ensuite suivi les cours de la Haute École d'art de Zurich (Kunstgewerbeschule Zürich) de 1966 à 1968. Dans les années 1969–1970 il a suivi une formation en graphisme auprès de Globus. Il commence sa carrière artistique dans les années 1970 avec une volonté d'expression de communiquer les thèmes de l'érotisme et de la liberté identitaire sous polaroïd. En 1974 il a exposé à la galerie Li Tobler. En 1977, il autopublie son premier portfolio dans le cadre d'une exposition à la F+F Schule für Kunst und Design, où il enseigne.
Il travaille en tant que graphiste indépendant jusque dans les années 1980. 
D'abord reconnu dans les courants underground — la revue gay française Magazine est en avril 1984 la première à montrer ses images –, son travail lance une nouvelle tendance où les modèles masculins se mettent à nu dans une sensualité débridée et préfigure toute une iconographie qui aborde l'aspect performatif du travestissement, les notions de sexualité et d'identité. On lui doit des séries de portraits d'hommes d'une beauté touchante, une série est regroupée dans l'ouvrage Welcome Aboard. Photographs 1980–2000, publié en 2001.
Dans les années 2000 il a travaillé pour les magazines I-D et Vogue.
En 2006, il expose des thèmes de la représentation du corps masculin, tout en alliant l’importance de la nature et des fleurs.
Walter Pfeiffer présente également un choix de vidéos inédites sur le même thème de son œuvre. 
Les œuvres de Pfeiffer se trouvent actuellement entre autres au Kunsthaus de Zurich, au Fotomuseum Winterthur, au Kunstmuseum Luzern, à la Bundeskunstsammlung de Bern, à la Windsor Collection ainsi qu'à la Sir Elton John Photography Collection.

## Critiques
- « Une esthétique visuelle développée dans les années 1970 qui est devenue le langage commun du monde de l'art… » Self Service
- « Une œuvre méconnue et pourtant voisine de celle de Larry Clark … » Les Inrockuptibles.

## Ouvrages publiés
- Walter Pfeiffer & Co. - Inventar, Zurich, Kunstschule F + F, 1977.
- Walter Pfeiffer (1970-1980), Wiesbaden, Elke Betzel Verlag, 1980 ; rééd. JRP / Ringier, 2005  (ISBN 9782940271382).
- Das Auge, die Gedanken, unentwegt wandernd. Fotografien 1980-1986, Zurich, Nachbar der Welt Verlag, 1986.
- Walter Pfeiffer: Welcome Aboard: Photographs 1980-2000, Zurich, Édition Patrick Frey, 2001.
- Walter Pfeiffer: Cherchez la Femme!, textes de Michelle Nicol et Martin Jäggi, Zurich, Édition Patrick Frey, 2007.
- Night and Day, Ostfildern, éd. Hatje Cantz, 2007.
- In Love With Beauty, textes de Urs Stahel, Jean-Christophe Amman, Martin Jaeggi, et al., Gottingen, Steidl, 2008.
- Walter Pfeiffer: Scrapbooks: 1969-1985, Zurich, Édition Patrick Frey, 2012.
- Choli Cholie, Paris, RVB Books, 2015.
- Walter Pfeiffer: Bildrausch. Drawings 1966-2018, Zurich, Édition Patrick Frey, 2018.
- In the Summer of 2009: Photographs by Walter Pfeiffer, Design by Matteo Thun, Zurich, Verlag Scheidegger & Spiess, 2023.
- Chez Walti, Photographs 2000-2023, texte de Martin Jaeggi, Zürich, Édition Patrick Frey, 2023.
- Simon Castets (éd.)[3], Vis-à-vis, Éditions Pacific / Swiss Institute, 2024.